# Breutelia popinqua
Breutelia popinqua là một loài rêu trong họ Bartramiaceae. Loài này được Kaal. mô tả khoa học đầu tiên năm 1912.